# The Dynasty Tour
Il Dynasty Tour è il secondo tour musicale della cantante giapponese Rina Sawayama, a supporto del suo album in studio di debutto Sawayama (2020).
Il tour sarebbe dovuto originariamente incominciare il 24 aprile 2020 a Los Angeles e concludersi il 21 maggio 2021; tuttavia, a causa dello scoppio della pandemia di COVID-19, tutte le date originariamente pianificate sono state riprogrammate. Il tour ha avuto effettivamente inizio l'8 novembre 2021 a Dublino.

## Scaletta
1. Dynasty
2. STFU!
3. Comme des garçons (like the Boys)
4. Akasada Sad
5. Snakeskin
6. Cyber Stockholm Syndrome
7. Paradisin'
8. Love Me 4 Me
9. Bad Friend
10. Fuck This World (Interlude)
11. Who's Gonna Save You Now
12. Tokyo Love Hotel
13. Chosen Family
14. Catch Me In The Air
15. Cherry
16. XS
17. Lucid / Free Woman

## Date del tour
| Data             | Città         | Stato       | Luogo                   | Artisti d'apertura                                |
| Europa           | Europa        | Europa      | Europa                  | Europa                                            |
| ---------------- | ------------- | ----------- | ----------------------- | ------------------------------------------------- |
| 8 novembre 2021  | Dublino       | Irlanda     | Academy                 | Hana                                              |
| 9 novembre 2021  | Manchester    | Regno Unito | Albert Hall             | Hana Ama Jones                                    |
| 11 novembre 2021 | Leeds         | Regno Unito | Beckett Students' Union | Hana Ama Jones                                    |
| 13 novembre 2021 | Glasgow       | Regno Unito | SWG3 Galvanisers        | Hana Ama Jones                                    |
| 15 novembre 2021 | Birmingham    | Regno Unito | Institute               | Hana Ama Jones                                    |
| 16 novembre 2021 | Londra        | Regno Unito | Electric Brixton        | Hana Ama Jones                                    |
| 17 novembre 2021 | Londra        | Regno Unito | Roundhouse              | Hana Ama Jones                                    |
| Nord America     |               |             |                         |                                                   |
| 9 aprile 2022    | Los Angeles   | Stati Uniti | The Fonda Theatre       | Hana                                              |
| 11 aprile 2022   | San Francisco | Stati Uniti | The Warfield            | Hana                                              |
| 12 aprile 2022   | San Francisco | Stati Uniti | The Warfield            | Hana                                              |
| 19 aprile 2022   | Seattle       | Stati Uniti | Neptune Theatre         | Hana                                              |
| 20 aprile 2022   | Portland      | Stati Uniti | Roseland Theater        | Hana                                              |
| 27 aprile 2022   | Denver        | Stati Uniti | Ogden Theatre           | Hana                                              |
| 29 aprile 2022   | Minneapolis   | Stati Uniti | First Avenue            | Hana                                              |
| 30 aprile 2022   | Chicago       | Stati Uniti | Riviera Theatre         | Hana                                              |
| 2 maggio 2022    | Toronto       | Canada      | History                 | Hana                                              |
| 3 maggio 2022    | Montréal      | Canada      | Théâtre Corona          | Hana                                              |
| 5 maggio 2022    | Boston        | Stati Uniti | Royale                  | Hana                                              |
| 6 maggio 2022    | Washington    | Stati Uniti | The Howard              | Hana                                              |
| 7 maggio 2022    | Filadelfia    | Stati Uniti | The Fillmore            | Hana                                              |
| 8 maggio 2022    | New York      | Stati Uniti | Brooklyn Steel          | Hana                                              |
| 9 maggio 2022    | New York      | Stati Uniti | Brooklyn Steel          | Hana                                              |
| 13 maggio 2022   | New York      | Stati Uniti | Terminal 5              | Chopstix Girlboss Today Hana Thelimitdoesnotexist |

## Cancellazioni
| Data originaria | Città     | Stato       | Luogo               | Causa                |
| --------------- | --------- | ----------- | ------------------- | -------------------- |
| 19 marzo 2022   | Parigi    | Francia     | La Gaîté Lyrique    | Pandemia di COVID-19 |
| 20 marzo 2022   | Bruxelles | Belgio      | Botanique Orangerie | Pandemia di COVID-19 |
| 22 marzo 2022   | Amsterdam | Paesi Bassi | Melkweg Oude Zaal   | Pandemia di COVID-19 |
| 23 marzo 2022   | Berlino   | Germania    | Lido                | Pandemia di COVID-19 |